# Nadlahtnica
Nadlahtnica (latinsko humerus, redkeje nadlaktnica) je dolga kost nadlahti roke, ki ima diafizo in dve epifizi. Na proksimalni epifizi se nahaja glava (caput humeri), dve grčici tuberculum majus in tuberculum minus, ki se distalno nadaljujeta v dva nizka grebena. Med obema grčicama je žleb (sulcus intertubercularis). Glavo povezuje z deblom kratek vrat (collum anatomicum). Stika proksimalne epifize z diafizo je kirurški vrat (collum chirurgicum). Diafiza ima na zgornji zunanji tretjini hrapavo površino (tuberositas deltoidea), kjer se narašča deltasta mišica. Na zadnji strani te hrapave izbokline poteka spiralast žleb za radialni živec (sulcus nervi radialis). Distalna epifiza ima glavico (capitulum humeri) za sklep s koželjnico in valjček (trochlea humeri) za sklep s podlahtnico. Na zadnji strani distalne epifize je globoka vdolbina (fossa olecrani), v katero se pri stegnjenju komolca ujame kavelj (olecranon) podlahtnice. Spredaj sta dve jamici - fossa radialis in fossa coronoide, v kateri se pri skrčenju komolca ujameta koželjnica in podlahtnica. Na medialni in stranski strani distalne epifize sta dobro tipljivi grči. Večja grča je obsredinski nadčvrš - medialni epikondil, ki ima zadaj žleb (sulcus n. ulnaris), manjša grča je stranski nadčvrš - lateralni epikondil.